# Rolando Cruz
Rolando Cruz  (né le 17 septembre 1939 à Salinas) est un athlète portoricain, spécialiste du saut à la perche.

## Biographie
Il participe à trois Jeux olympiques consécutifs de 1956 à 1964, et obtient son meilleur résultat lors des Jeux de Rome, en 1960, en se classant quatrième de l'épreuve avec un saut à 4,55 m, devancé seulement au nombre d'essais par le Finlandais Eeles Landström.  

### Palmarès
| Date | Compétition                                      | Lieu     | Résultat | Performance |
| ---- | ------------------------------------------------ | -------- | -------- | ----------- |
| 1959 | Jeux d'Amérique centrale et des Caraïbes         | Caracas  | 1er      |             |
| 1959 | Jeux panaméricains                               | Chicago  | 3e       | 4,32 m      |
| 1960 | Jeux olympiques                                  | Rome     | 4e       | 4,55 m      |
| 1962 | Jeux d'Amérique centrale et des Caraïbes         | Kingston | 1er      |             |
| 1966 | Jeux d'Amérique centrale et des Caraïbes         | San Juan | 1er      |             |
| 1967 | Championnats d'Amérique centrale et des Caraïbes | Xalapa   | 1er      | 4,50 m      |

### Records
| Épreuve          | Performance | Lieu      | Date        |
| ---------------- | ----------- | --------- | ----------- |
| Saut à la perche | 4,96 m      | Villanova | 30 mai 1964 |